# Colvera
Il Colvera (Colvare in friulano standard, Colvira in friulano occidentale) è un torrente del Friuli-Venezia Giulia, che nasce nei pressi del monte Raut.

## Descrizione
Il ramo discendente la Val di Frina è chiamato in friulano locale Colvira di Raut, mentre quello proveniente dalla forcella di Pala Barzana, tra monte Raut e Jouf, è chiamato per l'appunto Colvira di Jouf; i due rami si incontrano in località Còlvere e scorrono interamente nel comune di Frisanco. Il Colvera sfocia nel fiume Meduna poco a valle dei paesi di Arba e Tesis, frazione del comune di Vivaro. 
Scorre in ordine geografico nei comuni di Frisanco, Maniago, Fanna, Arba e Vivaro. L'ultimo tratto di questo torrente rientra nell'area dei Magredi.
Un sito di notevole interesse è la forra tra la località Còlvere (Frisanco) e Maniago, dove inoltre la struttura geologica ha permesso la creazione di una palestra per scalatori. Poco a monte di quest'area il punto di incontro dei due principali affluenti.
Proseguendo sulla strada (interdetta al traffico motorizzato) che dalla forra segue a ritroso il Colvera di Jouf è possibile osservare due grotte aperte formatesi in seguito all'erosione dell'acqua (Landri Viert e Landri Scur).